# Museu Nacional de Arqueologia (Benguela)

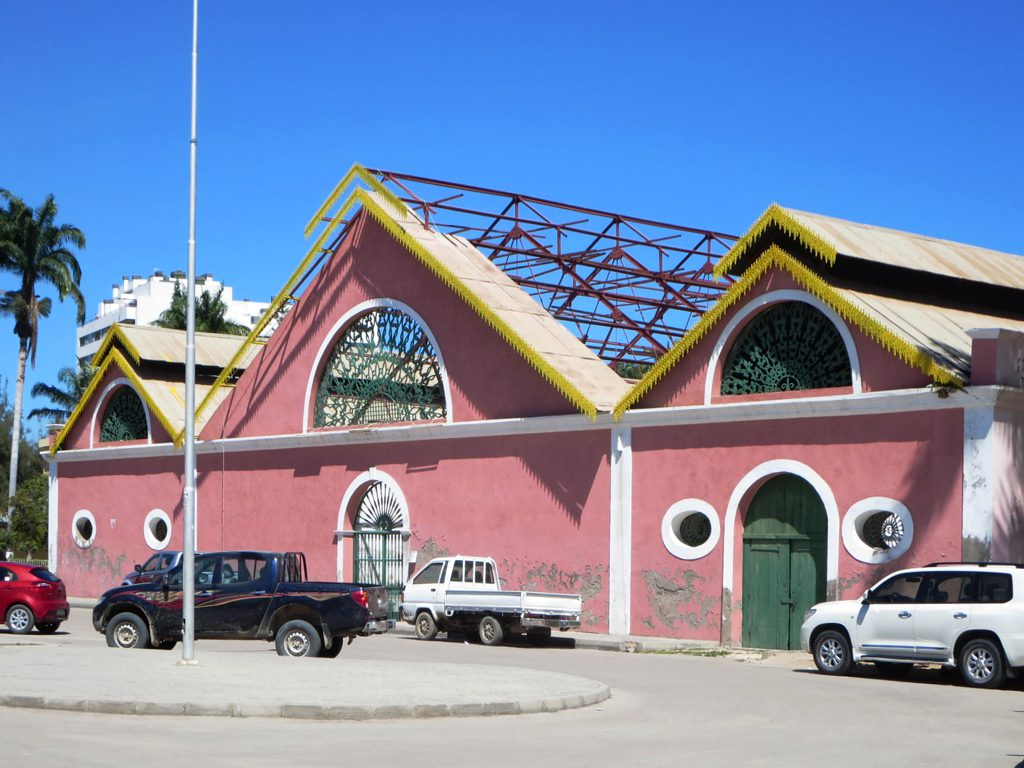
Museu Nacional de Arqueologia in Benguela

Das Museu Nacional de Arqueologia ist ein staatliches Museum für Archäologie in Benguela, Angola, mit einer Fläche von 8000 m².

## Geschichte
Das heutige Museumsgebäude am Morena-Strand stammt aus dem 17. bis 18. Jahrhundert und diente zunächst als Transitlager für Sklaven, die nach Amerika verschifft wurden. Danach ging es in den Besitz des portugiesisch-angolanischen Zolls über. Im Jahr 1976 wurde das Museum vom Archäologen Luís Pais Pinto gegründet. Kurz darauf stellte er ein wissenschaftliches Team zusammen, das im gesamten Territorium archäologische Forschungen durchführte. In den ersten drei Jahrzehnten entdeckte das Museumsteam zu den 16 bereits bekannten rund 50 weitere archäologische Stätten.
Zu den neuen Fundstellen gehört auch die Stätte Dungo V, rund 3 km von der Küste entfernt in 65 m Höhe gelegen, an der im Jahr 2001 das Skelett eines Blauwals entdeckt wurde. Es ist über 300.000 Jahre alt und besteht aus 57 Teilen, die in dem trockenen Sand gut konserviert wurden. Das Tier war von Jägern und Sammlern in der Altsteinzeit zerstückelt und das Fleisch in der Sonne getrocknet oder geräuchert konserviert worden. Der Blauwal befand sich so weit von der Küste entfernt, da sich das Meer aufgrund des Klimawandels vor rund 150.000 Jahren sehr stark zurückgezogen hatte.
Das Asservat des Museums verfügte einst über 9150 Exponate, von denen im Lauf der Jahre jedoch immer mehr gestohlen wurden.
Von Februar 2019 wird das Gebäude innerhalb eines Jahres für rund 375.000 Euro renoviert.